# Linnaemya glauca
Linnaemya glauca là một loài ruồi trong họ Tachinidae.